# Свети Никола (Беляковце)
Вижте пояснителната страница за други значения на Свети Никола.
„Свети Никола“ или „Света Петка“ (на македонска литературна норма: „Свети Никола“) е поствизантийска православна църква в кумановското село Беляковце, серевоизточната част на Република Македония. Част е от Кумановско-Осоговската епархия на Македонската православна църква.
Храмът представлява еднокорабна гробищна църква. Според запазения надпис, църквата е изградена и изписана в 1605 – 1606 година от ктитора презвитер Гюрка. Част от живописта е под по-късни слоеве. Имала е зидан и вероятно изписан иконостас.
Ктиторският надпис гласи:
| „ | Въ 1901. го се понови овои хра- мъ стый Николае съ пожертвованіето на цѣлото село Белаковци. Епитропъ беше Младенъ Стоилковъ. Свѣщеникъ Алексїе Младеновъ Јулїи 10 Зографъ Атанасъ Николовъ изъ Велесъ | “ |